# Un Oscar per il signor Rossi
Un Oscar per il signor Rossi è il primo cortometraggio del signor Rossi del 1960 diretto da Bruno Bozzetto. È stato il primo grande successo del disegnatore Bruno Bozzetto.

## Trama
Il signor Rossi, dopo avere acquistato una cinepresa, si mette in testa di girare un film per vincere un Oscar; trasforma così la sua casa in un set cinematografico e coinvolge anche la moglie nel progetto. Terminato il film, provvedendo personalmente anche al montaggio e al sonoro, lo porta alla sede della premiazione, ma visionata la pellicola i critici lo buttano fuori in malo modo. Infuriato, il signor Rossi comincia a maltrattare la sua pellicola, calpestandola, bucandola e gettandole addosso vernice. La lancia infine verso i critici che, guardando la "nuova versione", ne restano conquistati, così come il pubblico della prima. Alla fine viene premiato con il tanto desiderato Oscar che farà venire anche alla moglie il desiderio di vincerne uno usando il marito come soggetto di un suo film.